# 日系ドミニカ人
日系ドミニカ人（にっけいドミニカじん、スペイン語: Japonés Dominicano）は、日本人に家系起源を持つドミニカ共和国の住民。

## 概要
第二次世界大戦後に、外地からの引揚などによって発生した約600万人の失業者問題を解決するべく、発案された事が起因とされている。
当時は、アメリカ合衆国における日米紳士協約や排日移民法、オーストラリアにおける白豪主義、フィリピンなどアジア諸国における先の太平洋戦争に起因する反日感情などから、それらの国々では日本人移民を受け入れが難しい事情があったことから、大戦において中立の立場であった中南米諸国への移民が注目されていた。
ドミニカ共和国への移民は、1956年（昭和31年）にドミニカ共和国政府が、農業開発のために日本人移民を受け入れるという、二カ国間条約を日本国政府との間に締結したことにより、当時の日本海外協会連合会（現・国際協力機構）によって、同年から1959年（昭和34年）にわたって行われた。「18ヘクタール（東京ドーム4個分の面積）の土地の無償譲渡」や「入植予定地は中程度の肥沃度」など、他の中南米諸国を比べても破格の好条件を謳っていたことから、全国から応募者が殺到し、鹿児島県出身者を主とした249家族1,319人が厳しい審査を経て、ドミニカ共和国へ移住した。
しかし、実際には日本国政府によって約束されていた面積の約3割の土地しか与えられず、その土地ですら岩や石だらけの荒地で、たびたび塩害に見舞われるといった、農業には全く適さない状態であった。また、慢性的な水不足に悩まされていたことや近代的な水利設備がなかったことに加え、ドミニカ共和国政府がその土地の所有権すら認めなかったことから、移住者の希望は完全に打ち砕かれることとなった。なかでも、隣国であるハイチとの国境近くの入植地は、24時間365日政府の役人による監視の下に置かれるなど、移住者の間で「地獄の一丁目」と名付けられるほどだった。
その原因は、日本とドミニカ共和国の両政府によって締結された条約において、日本からの移住者には耕作権しか与えないことが決められており、日本国政府が発表した募集要項にはそのことが一切記載されていなかったうえ、当時の駐ドミニカ共和国特命全権大使も、現地の水問題と塩害が多発している事実を把握していたことを隠蔽していたことにあるとされている。一方のドミニカ共和国政府も、日系移民をハイチからの侵入者を防止するための国境警備に使い、同時に荒地の開発にも利用することを意図しており、日本国政府もその事実を把握していたとの記録が残っている。
また、当時の独裁者だったラファエル・トルヒーヨ大統領の暗殺に伴い、国内情勢が混乱した際は、スペイン語を解さない者も少なくなく、現地人から白眼視されていたこともあって、略奪の対象とされ、僅かな収穫物や農具さえ奪い尽くされた。以降も移住者の生活は困窮の一途を辿り、この時期にドミニカ政府が把握しているだけでも、10名の日系移民の自殺者が出ている。これらのことから、後にドミニカ共和国への移民政策は、「戦後移民史上、最悪のケース」や「最も悲惨な（国策移民の）失敗例」、「事実上の棄民政策」とも称される程にまでなった。
日本政府も1961年（昭和36年）になって失敗を認め、ドミニカ移民の集団帰国を実施した。1963年（昭和38年）までに移住者のうち8割が日本への帰国、またはブラジルやアルゼンチン、ボリビアなど南米への移住という形でドミニカ共和国を去ったが、47家族276人はドミニカ共和国に残留し、その後も日本政府に移住条件を守るよう交渉を続けていたものの、遅々として進まなかった。
1998年（平成10年）になって、ようやく新たな土地の提供が決定したが、一面に粘土質の赤い土が広がっているだけの、農業に適さないという点では移住時と大差ない土地を提供されたに過ぎず、年配の移住者のなかには「年をとってからこんな土地をもらったって、しゃくに障るだけだ」と憤る者もいた。
2000年（平成12年）7月に現地に残留した者を中心とした126名が、日本国政府を相手取って約25億円の国家損害賠償を求めて提訴した。翌2001年（平成13年）8月の3次提訴までに、集団帰国の際に日本へ戻った51名も加わり、約32億円の賠償を求めた。裁判は6年にわたって続き、2006年（平成18年）6月7日に東京地方裁判所において、国（外務省及び農林水産省）の法的責任を全面的に認めたが、国家損害賠償に関しては、除斥期間（20年時効）を理由に、原告の請求を棄却する、との判決が下された。原告側は、判決を不服として控訴した。
その後、日本国政府は小泉純一郎首相（当時）が原告側に謝罪の意を伝えるとともに、原告約170人を含む全移住者約1,300人を対象として、ドミニカ共和国在住の原告に、1人当たり200万円を支給することを最高に、日本在住の原告に130万円、ドミニカ共和国在住の非原告に120万円、日本在住の非原告に50万円の「特別一時金」を支給する、という、包括的な内容の和解案を提示した。この政府の発表を受けて、原告団は7月13日にドミニカ共和国の首都サントドミンゴで協議を行い、東京高等裁判所への控訴取り下げを条件とする政府の和解案を受け入れることを決定した。7月21日に総理大臣官邸で小泉首相と面会し、正式に和解が成立した。2006年（平成18年）11月に『ドミニカ移住者に対する特別一時金の支給等に関する法律』が成立した。
また、ドミニカ政府も代替地などの補償を受けていない45世帯に対して、2022年（令和4年）2月から1世帯あたり約844万4000ドミニカ・ペソ（日本円で約2000万円）の補償金支払いを開始したことが2023年（令和5年）8月に明らかとなった。

## 著名な日系ドミニカ人
- ロバート・ミキイ・タカタ・ピメンテル（ロバート高田） - 駐日ドミニカ共和国大使　[5]